# Aaron Bär Grünbaum
Aaron Bär Grünbaum (15. Oktober 1811 in Gunzenhausen – 9. Dezember 1893 in Ansbach) war ein deutscher Distriktsrabbiner und Prediger.

## Leben
Aaron Bär Grünbaum war der Sohn des Löw Koppel Grünbaum und der Ella geborene Nachmann. Nachdem der Vater früh gestorben war, wurde Grünbaum vom Rabbiner Abraham Böheim in Gunzenhausen unterrichtet. 1827 kam er zum Talmudstudium bei Rabbiner Moses Hechheimer nach Ansbach, wo er gleichzeitig das Gymnasium besuchte. Das Abitur legte er dort am 31. August 1832 ab und begann danach sein Rabbinatsstudium bei Hechheimer. Vom Wintersemester 1832 bis zum Sommersemester 1834 studierte Grünbaum an der Universität München und bei Rabbiner Hirsch Aub und schloss 1836 mit der Staatsprüfung ab.
Nach seiner Wahl zum Distriktsrabbiner wurde er am 12. Juli 1841 in sein Amt beim Distriktsrabbinat Ansbach eingesetzt. Am 26. Januar 1842 wurde er von Rabbiner Böheim in Gunzenhausen mit Helena Stettenheimer (1809–1875) getraut. 1875 gründete er die jüdische Gemeinde in Rothenburg ob der Tauber. Zum 50-jährigen Dienstjubiläum erhielt er 1891 den „allerhöchsten Verdienstorden vom heiligen Michael“.

## Werke (Auswahl)
- Antritts-Rede des Rabbiners Aron Grünbaum zu Ansbach, 1841.
- Der Aufblick zu Gott, Ansbach 1843.
- Das Erbtheil der Väter. Predigt gehalten am Säkularfeste der Synagoge zu Ansbach. Nebst einigen Notizen zur Geschichte der israelitischen Gemeinde, Ansbach 1846.
- Gedächtnisrede am Grabe des Herrn Marx Gotthelf, Lehrers zu Lehrberg, Ansbach 1851.
- Rede bei dem in der Synagoge zu Ansbach am 7. November 1854 Abends 5 Uhr Statt gefundenen Trauergottesdienste für die höchstselige Königin Therese von Bayern, 1854 (Digitale Ausgabe).